# Houšťka

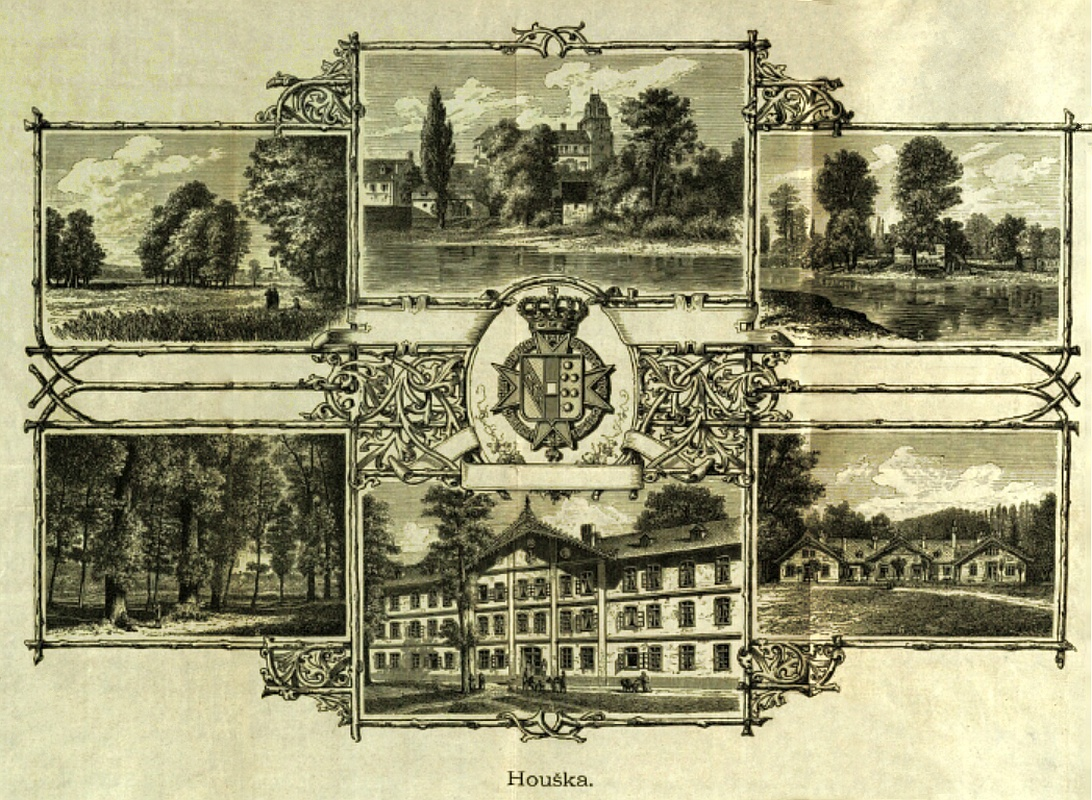
Houšťka u Staré Boleslavi na komponované pohlednicové kresbě před rokem 1880

Houšťka (též Houštka, historicky i Houška) je část Staré Boleslavi, části města Brandýs nad Labem-Stará Boleslav v okrese Praha-východ. Je jednou ze základních sídelních jednotek města. Budovy v dnešním lesoparku jsou bývalé sluneční lázně, v jejichž okolí se nachází různá sportoviště (atletický ovál, tenisové kurty, na kterých se hraje republikový šampionát).
V jedné z budov (čp. 694) bývala kolej PedF UK Houšťka (dříve dům Kim Ir Sen, v němž sídlil Domov Kim Ir Sena, pojmenován na počest návštěvy tohoto severokorejského diktátora z roku 1953).

## Stavby
- Sluneční lázně Houšťka

## Další informace
- Naproti budově bývalých lázní roste památný platan javorolistý.[9]